# 1753
Het jaar 1753 is het 53e jaar in de 18e eeuw volgens de christelijke jaartelling.

## Gebeurtenissen
april
- 5 - Oprichting van het British Museum in Londen.

mei
- 1 De publicatie van Species plantarum door Carl Linnaeus (bij afspraak geldend als verschenen op 1 mei) is vastgelegd als het (eerste) beginpunt van de hedendaagse botanische nomenclatuur.
- 10 - Keizerin Maria Theresia verheft haar lijfarts Gerard van Swieten in de adelstand.[1]

augustus
- 6 - De Duits-Baltische natuurkundige Georg Wilhelm Richmann wordt in Sint-Petersburg dodelijk door een bolbliksem geëlektrocuteerd "terwijl hij probeert om de respons te kwantificeren van een geïsoleerde staaf in een nabije storm".

november
- 9 - Karel August van Nassau-Weilburg wordt opgevolgd door zijn zoon Karel Christiaan.

zonder datum
- In Brussel stelt keizerin Maria Theresia Karl Johann Philipp von Cobenzl aan als haar eerste minister. Hij is een leidende figuur voor de Verlichting in de Oostenrijkse Nederlanden.
- De Hollander Adriaan Steckhoven wordt belast met het beheer van de tuinen van Schloss Schönbrunn, de keizerlijke zomerresidentie bij Wenen.
- Douwe Egberts ontstaat als Egbert Douwes in Joure een kruidenierswinkel begint.

## Bouwkunst

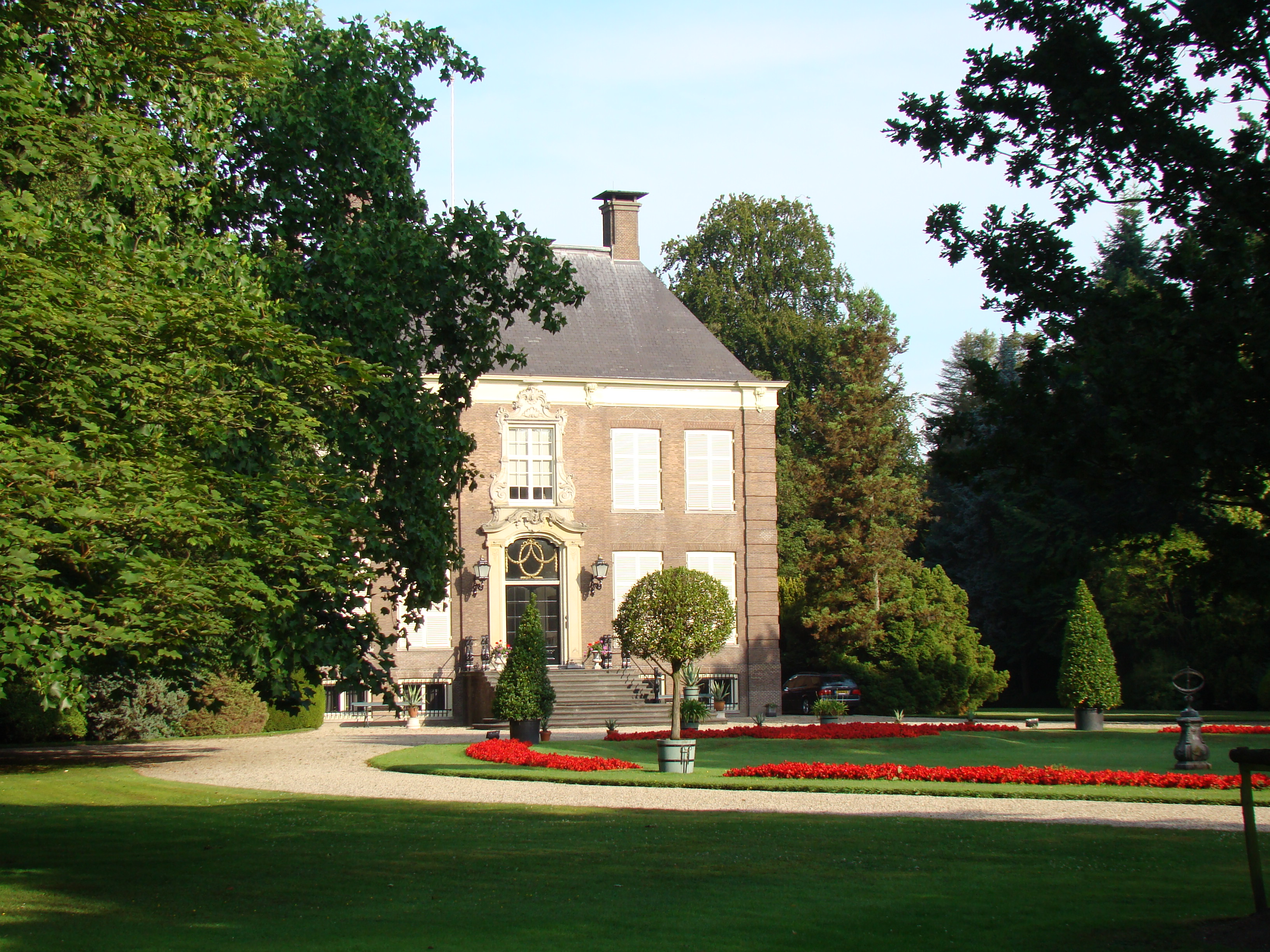
VreedenHoff, Nieuwersluis (1753)